# ناتان لین
ناتان لین (انگلیسی: Nathan Lane؛ زاده ۳ فوریه ۱۹۵۶) بازیگر تئاتر، سینما و تلویزیون است. از فیلم‌های وی می‌توان به شیرشاه، استوارت کوچولو، درد بیهوده عشق، آستین پاورز: در عضو طلایی و آسترو بوی اشاره کرد. از اجراهای معروف وی نیز رؤیای شب نیمه تابستان، قیاس برای قیاس، غوکان، در انتظار گودو، فندق‌شکن، برنده یک قرار با تاد همیلتون!، خواهران لیمو، در نگاه اول، آن زن گفت، آن مرد گفت، زندگی با مایکی هستند. وی در پیاده‌روی مشاهیر هالیوود ستاره دارد. او همچنین در فیلم قفس پرنده بازی کرده‌است.